# (535031) 2014 WL510
(535031) 2014 WL510 est un objet transneptunien d'un diamètre estimé à environ 200 km. Il est considéré comme objet épars par le JPL, il est de fait en limite des cubewanos. 